# Municipio de Long Island
El municipio de Long Island (en inglés: Long Island Township) es un municipio ubicado en el condado de Phillips en el estado estadounidense de Kansas. En el año 2010 tenía una población de 226 habitantes y una densidad poblacional de 2,48 personas por km².

## Geografía
El municipio de Long Island se encuentra ubicado en las coordenadas 39°57′11″N 99°34′18″O / 39.95306, -99.57167. Según la Oficina del Censo de los Estados Unidos, el municipio tiene una superficie total de 91.23 km², de la cual 91,12 km² corresponden a tierra firme y (0,12 %) 0,11 km² es agua.

## Demografía
Según el censo de 2010, había 226 personas residiendo en el municipio de Long Island. La densidad de población era de 2,48 hab./km². De los 226 habitantes, el municipio de Long Island estaba compuesto por el 97,79 % blancos, el 2,21 % eran de otras razas. Del total de la población el 2,21 % eran hispanos o latinos de cualquier raza.